# Tomoko Kawase
Tomoko Kawase (川瀬智子, Kawase Tomoko) (6 de febrer de 1975 a la prefectura de Kyoto, Japó) va començar com a vocalista i compositora del grup The Brilliant Green i es va casar amb el baixista Shunsuke Okuda. Com és normal al Japó, el cognom de la cantant va canviar a Tomoko Okuda, però dins del món de la música continua sent coneguda amb el seu cognom de soltera.

## Biografia
Va debutar amb la banda The Brilliant Green, el 1997. Quan el 2001 van decidir fer una aturada a la seva carrera per agafar forces, Tomoko va aprofitar el mateix 2001 per a començar la seva carrera en solitari com a Tommy february⁶, una jove cantant retro dels anys '80 i alcohòlica, que feia cançons d'amor i desamor i ballava amb un grup d'animadores. L'estil com a Tommy february⁶ estava basat al pop dels anys 80 amb la influència de grups com ara Duran Duran, Frankie Goes To Hollywood i Howard Jones.
El seu primer senzill, Everyday at the bus stop, ens mostrava una innocent noia esperant l'autobús i llegint novel·les de Les Bessones de Sweet Valley, cantant al noi dels seus somnis mentre va bevent d'una petaca. El senzill va ser tot un èxit i poc després va arribar ♡KISS♡ ONE MORE TIME, una balada més suau que el seu primer treball, amb un videoclip mesclant la moda dels '80 amb l'estètica retro i futbolística. El tercer senzill va ser Bloomin!, on Tommy entra al món d'Alícia al país de les meravelles de Lewis Carroll. Així va arribar a treure el seu primer disc en solitari amb el nom del mateix àlter ego, Tommy february⁶.
Tomoko va ser coneguda a partir de llavors com a Tommy, portant la seua típica imatge d'innocent amb les seues ulleres roses i va arribar als rànquings de moda. Més endavant la noia va anar "avorrint" l'estil i va anar a buscar el seu altre àlter ego, este cop més cap al rock.
El 2003 va néixer Tommy heavenly⁶ amb el single Wait till I can dream, on es veu com February s'adorm per l'alcohol i es desperta veient Heavenly tocant a l'altra banda d'una paret amb forats.

### 2003-2007
Els anys 2003 i 2004, Heavenly⁶ només va editar un parell de senzills, mentre que February⁶ va editar el segon àlbum, Tommy Airlines, un disc que, malgrat la frescor dels senzills que ja havia tret (Je t'aime ★ je t'aime i MaGic in youR Eyes), no va arrelar tant com el seu primer àlbum. En haver-los llançat al mercat i haver tret el senzill L・O・V・E・L・Y ~Yume Miru LOVELY BOY~, en què canta fins i tot amb Pikachu, Kawase va produir i escriure un parell de cançons per a Tommy☆angels, en un intent d'acostar-se a l'estil del panorama dels grups d'ídols. El projecte inclou el senzill You'll be my boy, però tampoc acabà d'agradar al públic.
Després de fer una petita aturada, a mitjans de 2005 Tomoko va tornar, este cop centrant-se en la presentació del primer àlbum de Tommy Heavenly⁶, precedida ja amb el senzill Ready?. Tanmateix, per novembre edità un nou senzill que tindria molt d'èxit, ♥Lonely in Gorgeous♥, gràcies que és la cançó d'entrada de la sèrie d'anime Paradise Kiss.
El 2006, tot i que Tomoko va tindre massa feina i projectes, va llançar 5 senzills al mercat i, finalment, el 6 de febrer del 2007 va treure al mercat Heavy Starry Heavenly, el segon senzill com a Tommy Heavenly⁶. A la portada s'hi veu Tomoko amb un aspecte de cabells negres amb un estil lleugerament gòtic i modern.
Posteriorment, els dos àlter ego de Tomoko van prendre's un temps per descansar.

### Retorn a la banda
Mentrestant, el grup The brilliant green va tornar a ajuntar-se, cinc anys i mig després que se separessin.

### De nou Heavenly⁶
El 10 de desembre de 2008, Tommy Heavenly⁶ va treure un nou senzill que també ha servit de careta d'entrada per a la sèrie d'animació Soul eater: Papermoon.
Actualment, Tomoko continua activament amb les dues Tommys, a part de crear la música per al grup Idol Tommy☆Angels i la seua protegida Asuka Hinoi.

## Discografia

### Tommy february⁶

#### Àlbums
- Tommy february⁶ (6 de febrer de 2002)
- Tommy airline (17 de març de 2004)

#### Senzills
- Everyday at the bus stop (25 de juliol de 2001)
- ♥Kiss♥ one more time (21 de noviembre de 2001)
- Bloomin'! (17 de gener de 2002)
- Je t'aime ★ je t'aime (6 de febrer de 2003)
- Love is forever (16 de juliol de 2003)
- MaGic in youR Eyes (11 de febrer de 2004)
- L·O·V·E·L·Y ~Yumemiru LOVELY BOY~ (14 de juliol de 2004)
- ♥Lonely in Gorgeous♥ (30 de novembre de 2005)

### Tommy heavenly⁶

#### Àlbums
- Tommy heavenly⁶ (24 d'agost de 2005)
- Heavy Starry Heavenly (7 de març de 2007)

#### Senzills
- Wait till I can dream (16 de juliol de 2003)
- Hey my friend (26 de maig de 2004)
- Ready? (20 de juliol de 2005)
- I'm Gonna SCREAM (7 de juny de 2006)
- Pray (5 de juliol de 2006)
- Lollipop Candy♥BAD♥girl (versió curta) (11 d'octubre de 2006)
- I LOVE XMAS (6 de desembre de 2006)
- Heavy Starry Chain (7 de febrer de 2007)
- PAPERMOON (10 de desembre de 2008)
- Unlimited sky